# Recolettenklooster

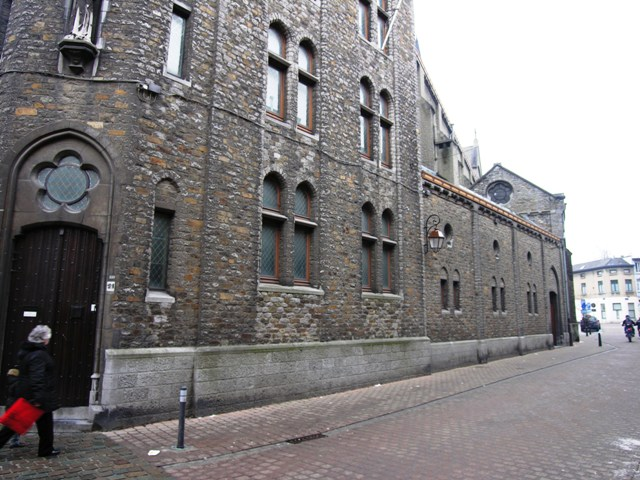
Recolettenklooster

Het Recolettenklooster is een voormalig klooster in de Vlaams-Brabantse stad Halle, gelegen aan de Nieuwstraat 13 en de Volpestraat 25.

## Geschiedenis
De orde der Minderbroeders vestigde zich in 1627 te Halle. In 1646 werd een klooster gebouwd met een kapel die gewijd was aan Onze-Lieve-Vrouw van Smarten. Dit klooster werd tijdens de Franse Revolutie opgeheven. Daarna trokken de paters er weer in. In 1832 werd de paterskerk, tijdens een cholera-epidemie, als noodziekenhuis gebruikt. In 1843 werden de kloostergebouwen gekocht door de (Franciscaner) orde der Conventuelen.
In 1867 werden kerk en klooster getroffen door brand. In 1868 werd nog een nieuwebeuk aan de kerk toegevoegd. Van 1834-1849 leidden de paters een Kloostercollege. Dit werd omgevormd tot een middelbare school en er kwam ook een internaat, het Pensionat Saint-Joseph. Vervolgens werd het een lagere gemeenteschool.
In 2013 verlieten de paters hun klooster. In 2016 werden de kloostergebouwen omgebouwd tot een appartementencomplex met de naam: Residentie 't Convent. De kloostertuin werd een openbaar park. De (neoromaanse) paterskerk kreeg een sociaal-culturele bestemming.